# 習比雅
習比雅（英語：Antonio Tony Zappia）（1952年6月13日－），是工黨成員、自2007年起成為澳洲眾議院議員（馬京選區）。習比雅亦曾是舉重運動員，曾於全國錦標賽取得十次冠軍。

## 背景
習比雅小學就讀寶路嘉小學（Pooraka Primary School），中學就讀安埠中學（Enfield High School）。1969年，習比雅受聘於澳紐銀行。
1976至1980年間，習比雅擔任參議院議員賈韋能（Jim Cavanagh）的研究助理。
1977年起，習比雅成為梳士巴利市市政局議員；並在1997至2007年間，出任梳士巴利市市長。
習比雅目前正在經營三間健身中心，亦曾在全國錦標賽舉重環節中勝出。

## 議會生涯
馬京選區在1984年設立，該席位稱之為「邊緣席位」，主要都是執政黨的票倉。但是，習比雅在2007年大選中第二輪投票，以57.7%得票率擊敗澳洲自由黨候選人鮑勃・戴伊，成為該選區首個高票當選候選人。在2010年大選中，習比雅62.2%得票率成功連任，再破選區得票紀錄。儘管工黨在2013年大選失去執政權，但習比雅依然以55.1%得票率獲以連任，亦首次成為反對黨議員。

## 個人生活
習比雅居住在南澳州寶路嘉，妻子為習慧姬（Vicki Zappia），育有三名子女。

## 外部連結
- 澳州眾議院網站 （页面存档备份，存于）
- 工黨網站：議員資訊 （页面存档备份，存于）